# Раскрытие неопределённостей
Раскрытие неопределённостей — методы вычисления пределов функций, заданных формулами, которые в результате формальной подстановки в них предельных значений аргумента теряют смысл, то есть переходят в выражения типа:
| {\displaystyle \left(\infty -\infty \right)} | {\displaystyle \left({\frac {\infty }{\infty }}\right)} | {\displaystyle \left({\frac {0}{0}}\right)} | {\displaystyle \left(0\cdot \infty \right)} | {\displaystyle \left(0^{0}\right)} | {\displaystyle \left(\infty ^{0}\right)} | {\displaystyle \left(1^{\infty }\right)} |

(Здесь {\textstyle 0} — бесконечно малая величина, {\displaystyle \infty } — бесконечно большая величина, 1 — бесконечно близкое к числу 1 выражение)
по которым невозможно судить о том, существуют или нет искомые пределы, не говоря уже о нахождении их значений, если они существуют.
Самым мощным методом является правило Лопиталя, однако и оно не во всех случаях позволяет вычислить предел. К тому же напрямую оно применимо только ко второму и третьему из перечисленных видов неопределённостей, то есть отношениям, и чтобы раскрыть другие типы, их надо сначала привести к одному из этих.
Также для вычисления пределов часто используется разложение выражений, входящих в исследуемую неопределённость, в ряд Тейлора в окрестности предельной точки.
Для раскрытия неопределённостей видов {\displaystyle \left(~0^{0}\right)}, {\displaystyle \left(1^{\infty }\right)}, {\displaystyle \left(\infty ^{0}\right)} пользуются следующим приёмом: находят предел (натурального) логарифма выражения, содержащего данную неопределённость. В результате вид неопределённости меняется. После нахождения предела от него берут экспоненту.
{\displaystyle \left(~0^{0}\right)=\left(e^{0\cdot \ln {0}}\right)=\left(e^{0\cdot (-\infty )}\right)}
{\displaystyle \left(~1^{\infty }\right)=\left(e^{\infty \cdot \ln {1}}\right)=\left(e^{\infty \cdot 0}\right)}
{\displaystyle \left(~\infty ^{0}\right)=\left(e^{0\cdot \ln {\infty }}\right)=\left(e^{0\cdot \infty }\right)}
Для раскрытия неопределённостей типа {\displaystyle {\frac {\infty }{\infty }}} используется следующий алгоритм:
1. Выявление старшей степени переменной;
2. Деление на эту переменную как числителя, так и знаменателя.

Для раскрытия неопределённостей типа {\displaystyle \left({\frac {0}{0}}\right)} существует следующий алгоритм:
1. Разложение на множители числителя и знаменателя;
2. Сокращение дроби.

Для раскрытия неопределённостей типа {\displaystyle (\infty -\infty )} иногда удобно применить следующее преобразование:
Пусть {\displaystyle f(x){\xrightarrow {x\to a}}\infty } и {\displaystyle g(x){\xrightarrow {x\to a}}\infty };
{\displaystyle \lim _{x\to a}[f(x)-g(x)]=(\infty -\infty )=\lim _{x\to a}\left({\frac {1}{\frac {1}{f(x)}}}-{\frac {1}{\frac {1}{g(x)}}}\right)=\lim _{x\to a}{\frac {{\frac {1}{g(x)}}-{\frac {1}{f(x)}}}{{\frac {1}{g(x)}}\cdot {\frac {1}{f(x)}}}}=\left({\frac {0}{0}}\right)}.
Данный вид неопределённостей может раскрываться с использованием асимптотических разложений уменьшаемого и вычитаемого, при этом бесконечно большие члены одного порядка должны уничтожаться.
При раскрытии неопределённостей также применяются замечательные пределы и их следствия.

## Пример
{\displaystyle \lim _{x\to a}{\frac {a^{x}-x^{a}}{x-a}},a>0} — пример неопределённости вида {\displaystyle \left({\frac {0}{0}}\right)}. По правилу Лопиталя {\displaystyle \lim _{x\to a}{\frac {a^{x}-x^{a}}{x-a}}=\lim _{x\to a}{\frac {a^{x}\ln a-ax^{a-1}}{1}}=a^{a}(\ln a-1)}. Второй способ — прибавить и отнять в числителе {\displaystyle a^{a}} и дважды применить теорему Лагранжа, к функциям {\displaystyle a^{x}} и {\displaystyle x^{a}} соответственно:
{\displaystyle {\frac {a^{x}-x^{a}}{x-a}}={\frac {a^{x}-a^{a}-(x^{a}-a^{a})}{x-a}}={\frac {a^{c}\ln a(x-a)-ad^{a-1}(x-a)}{x-a}}=a^{c}\ln a-ad^{a-1}}
здесь c, d лежат между a и x, поэтому они стремятся к a при x стремящемся к a, отсюда получаем тот же предел, что и в первом способе.